# أحمد رمزي يوسف
أحمد رمزي يوسف (بالإنجليزية: Ahmed Ramzy Yussif)‏ هو لاعب كرة قدم غاني، ولد في 6 يوليو 2000 في تكيمان في غانا. لعب مع إتش إن كيه غوريسا.

## وصلات خارجية
- أحمد رمزي يوسف على موقع اتحاد كرواتيا (الكرواتية)
- أحمد رمزي يوسف على موقع قاعدة بيانات كرة القدم.إي يو (الإنجليزية)
- أحمد رمزي يوسف على موقع Soccerway.com (الإنجليزية)